# لانگدیک
لانگدیک (به هلندی: Broek op Langedijk) یک منطقهٔ مسکونی در هلند است که در لانگه‌دیک واقع شده‌است. لانگدیک ۶٬۰۳۵ نفر جمعیت دارد.